# Кам'янська Слобода
Кам'янська Слобода́ — село в Україні, у Новгород-Сіверській міській громаді Новгород-Сіверського району Чернігівської області. Населення становить 410 осіб. До 2020 орган місцевого самоврядування — Кам'янсько-Слобідська сільська рада

## Географія
Кам'янська Слобода розташована на північно-західному схилі місцевості похилої до маленької річки П'ятьми . Місцевість, зайнята селом являє собою ряд пагорбів прорізаних ярами. За 2 км на південь від села тече велика річка Десна, оточена по обидві сторони луками. Всі землі, які знаходились в користуванні населення с. Кам'янська Слобода були без лісів, навколо луків знаходились болота.

## Історія
Село Кам'янська Слобода отримало назву від розташованого поблизу с. Камінь, від якого за розповідями старших воно бере своє заснування. Село Камінь — можливо поселення до татарського періоду.
Село було засноване переселенцями з села Камінь для рибної ловлі на річці П'ятна. «По самому названию Слобода — поселение гетьманское и без сомнения одного времени с соседнею Ковпинкой, населенною гетьманом Демьяном (Многогрешным) в 1672 г.»
Риболови із села Камінь розселялись маленькими хуторами по багатоводній, у той час, річці П'ятна, з'єднавшись потім в одне село. По обидві сторони річки по болоту красувалися міцні дерева вільхи, чередуючись з непроглядними очеретами, осокою. Річка П'ятна в напрямку на захід до села Піщанки була глубокою і широкою.
Кому належало село з початку виникнення — невідомо. Першим власником села, що підтверджено документально був гетьман України Кирило Розумовський.
|  | Волости Шептаковской село Каменская Слобода, владения его сіятельства графа Кириллы Григорьевича Розумовского, растояніемъ отъ села Каменя въ 2, отъ села Ковпинки въ 8, отъ Михальчиной Слободи въ 7, отъ местечка Гремячъ въ 8 верстахъ, на большой столбовой дороге зъ Глухова въ Стародубъ. (Положеніе имееть на гористамъ, холмистом месте, при пахотном поле и небольших пролескахъ). Между жилищями его протекаетъ речка Пятня, (изъ состоящихъ)на ней здесь его сиятельства плотинъ 2, (при первой мельница на 2 кола, а при другой тамъ же мельница на 1 коло). Въ семъ селе церковъ деревянная 1. Обыватели (сего села): попъ 1, въ него домъ о 3 покояхъ, церковниковъ 2. Посполитыхъ его сіятельства дворов 142, хатъ 168, бездворовых 10.Подсуседковъ поповскихъ «1» «1» «2». Вышеписанныхъ селъ Каменя и Слободи Каменской земль (пахатніе и покосніе суть совместніе и онихъ къ нимъ) довольно, а лесовъ недостаточно и жители здешніе покупаютъ (оніе) на строеніе (въ обывателей села Мехедовки и) плитами при реки Десни доставляют; сами упражняются въ хлебопашестве и при томъ вирабативаютъ пенку, но в небольшом количестве |

.
Наступними власниками села стала родина Судієнків з села Очкіно. Першим Судієнком, якому належала с. Кам'янська Слобода був Йосип Степанович Судієнко — таємний радник, близький друг князя Безбородька — канцлера Російської імперії. Йосип Степанович був відомим у свій час благодійником. Він побудував церков у с. Очкине, пам'ятник російським воякам, загиблим на полі Полтавської битви, Самсоніївську церкву у м. Полтаві.1
Після смерті О. С. Судієнка 1811 р. землі села відійшли його сину Михайлу Йосиповичу (1803 р. н., який усиновлений та 21 червня 1804 р. «возведен во дворянство с дозволением взять герб и фамилию Судиенок и право наследства в благоприобретенном имении». М. О. Судієнко — відомий в Україні археограф, автор матеріалів для вітчизняної історії. Він виділявся своєю ліберальністю та незалежністю думок і суджень.
Одним із останніх власників цих земель із родини Судієнок був Йосип Михайлович, 1830 р.н., певний час був Владимирським губернатором. Після виходу у відставку на початку 60 р.р. XIX ст. жив у селі Очкіно, у Новгород-Сіверському та Чернігові. У 1871 р. всі свої володіння він відписав своєму сину Олександру.2
За даними на 1859 рік у козацькому й казенному селі Новгород-Сіверського повіту Чернігівської губернії мешкало 1029 осіб (503 чоловічої статі та 526 — жіночої), налічувалось 147 дворових господарств, існувала православна церква.
Станом на 1886 у колишньому власницькому селі, центрі Кам'янсько-Слобідської волості, мешкало 1098 осіб, налічувалось 221 дворове господарство, існували православна церква, лавка, 3 вітряних млини та цегельний завод.
За даними на 1892 рік у поселенні мешкало 1515 осіб (765 чоловічої статі та 750 — жіночої), налічувалось 325 дворових господарств.
За переписом 1897 року кількість мешканців зменшилась до 1267 осіб (621 чоловічої статі та 646 — жіночої), з яких 1234 — православної віри.
У 1896 р. землі Кам'янської-Слободи були продані дрібнопомістному поміщику Бураковському П. Я.
«По описи гетьманских имений 1734 г. в Каменськой Слободе дворов: пахотних 39, непахотних и бобылей — 32. В 1764 г. в Каменской 4 козачьих двора, владыческих поселенцев 326»3
Наприкінці XVIII ст. дерев'яна церква згоріла. В полум'ї загинуло все майно і архіви.
1.Федірко А. М. Знавець української старовини до 200 річчя з дня народження М. Й. Судієнка. Історія України. Випуск № 20-21.-К: Національна академія наук України, 2002 р.; стр.458
2. Із особистих матеріалів В. Чухно.
3. Гумилевский Филарет. Описание Черниговской епархии (Новгород-Северский уезд) т.6, стр.18.

Нову церкву було побудовано 1821 р.: 
|  | Нынешний каменный Храм Рождества Христова построен в 1821 г. усердием Михаила Осиповича Судиенка. Здесь печерская икона Богоматери с Антонія Радивиловского 1788 г. Здесь же рукописний осмоглавник с надписью : „ирмологій сиречь Осмоглавникъ, догматики Богородичны, сделаны воскресны со стихирами, сзписаси въ селе Каминь надъ Десною в державе его милости пана гетьмана Иоанна Стефановича Мазепы, при храме живоначальный Троицы за пресвитера храма іерея Никиты 1704 г. Ко всякому догматику нарисовано изображение. Октоихъ принадлежалъ храму с. Каменя. Причтъ Слободы владеет 47 десятинами земли |

.
Церква будувалась дотримуючись візантійського стилю. Будували її з місцевого матеріалу: цегли, вапняку, лісу, глини — руками кріпаків.
Жителька села Дайнеко Мотрона Ігнатівна (1920 р. народження) згадує розповідь своєї бабусі, яка розповідала, що в будівництві церкви брали участь усі молоді жителі села. Її мати на той час народила дитину, але попри це її також змушували копати і носити глину. Навіть годувати дитину їй приносили на будівництво. До людей, які працювали на будівництві храму ставились жорстоко. За запізнення на роботу, або непокору людей били.2
Навколо храму посадили липи. Зараз їх залишилось 6. Стовбури їх такі товсті, що тільки двоє дорослих людей можутьїх обхопити. Липи ростуть великим півколом. Одна з них всохла і на ній лелеки побудували своє гніздо. Лише старі люди пам'ятають, що тут колись стояла церква, і якою вона була.
1. Гумилевский Филарет. Описание Черниговской епархии (Новгород-Северский уезд) т.6, стр.19.
2. Із спогадів Дайнеко М. І.
В 1907 р. в церкву села був призначений священиком отець Василь Спиридонович Ющенко. В 1927 р. він відрікся від сану священика і віри в Бога під час служби в церкві при своїх прихожанах. Це була вимушена міра, так як у нього було дві доньки, які хотіли йти вчитись. Але дітям священиків дорога до навчання — була закрита. Тому батько пішов на цей крок, крім того починались репресії проти релігійних діячів. Василь Спиридонович був людиною обдарованою. Він вів громадську роботу, як регент церковного і світського хорів. В 1915 р. створив і був безпосереднім керівником кредитного товариства і кооперативу. Перед війною працював у школі вчителем математики і співу та рахівником кооперативу. Помер до початку війни.1
Не збереглося жодної фотографії або малюнків Різдвяної церкви і тому про те, якою вона була можна дізнатись тільки зі спогадів старожилів.
Попелишко Василь Тимофійович (1931 р. народження) згадує: «Церква була висока і гарна. Навколо церкви була огорожа, вона була зроблена з цегли (висота близько 2-х метрів). Вона була поштукатурена і побілена. Ворота і хвіртка до церкви були металеві. Двері при вході в церкву також були металеві, висотою до двох з половиною метрів. Коли ми були дітьми, церква була закрита і пуста. Іноді ми забігали в середину. Нам малим було страшно і ми швидко тікали звідти.
1. Із спогадів Ледня Ф. М.
Десь у 1936—1937 рр. церкву зруйнували. Цеглу з церкви вивозили до с. Грем'яч на будівництво допоміжної школи. Залишками битої цегли засипали дороги.» 1
Глушкова Парасковія Парфенівна (1926 р.н.) добре пам'ятає якою була церква. Ще маленькою разом з матір'ю вона ходила до церкви, навіть, підіймалася на дзвіницю, тому що її мати була дзвонарем. Різдвяна церква була поштукатурена і побілена зовні і із середини. Вікна в церкві були зроблені півколом з різнокольорового скла. В церкві знаходилось багато ікон, на яких висіли вишиті хрестом рушники. Із міді на стінах були прикріплені образи святих. В селі коли люди збиралися іти до церкви, то казали: «Пішли на цвинтар». Коли церкву закрили, все церковне майно знищували. Її мати встигла взяти ікону, щоб зберегти і принесла додому. Але під час війни вона згоріла разом з хатою.2
Глушков Ілля Юхимович 1926 р. народження згадує зовнішній вигляд Різдвяного храму. При вході до церкви був зроблений ґанок, на якому знаходились чотири колони з трьома арками. Двері були двостворчаті зеленого кольору. До церкви була прибудована дзвіниця. Хід до неї був з вулиці. З великого дзвона мотузка тягнулась до самого низу, щоб можна було дзвонити на випадок пожежі. Дзвони лунали в селі на великі свята, а також коли хтось помирав. Дзвіниця була розташована з північної сторони. Малі дзвони (їх було 4 чи 5) знаходились на дубовій перекладині. Над дзвіницею був купол і хрест.
1. Із спогадів Попелишко В. Ф.
2. Із спогадів Глушкової П. Ф.
Коли церкву закрили всі ікони рубали і палили. Його батько таємно забрав додому розбиту ікону. Вона зберігається у них і по цей час. Ікона Божої Матері (з маленьким немовлям на руках) написана на дереві маслом. Через всю ікону йде тріщина. Довгий час церква стояла пустою. Але за звичаєм молодь збиралась біля церкви гуляти. Після створення колгоспу приміщення церкви стали застосовувати для зберігання зерна. А в 1937—1938 р.р. церкву за наказом радянської влади зруйнували.1
Дубовець Олександра Борисівна 1920 р. народження згадує, що по розповідям старожилів села церква Різдва Христова була однією з найкращих у районі. При вході до церкви був довгий коридор, великий зал, де відбувалась служба, за перегородкою був вівтар. Двоє дверей: бокові та парадні. Вона була в церкві разом з матір'ю коли батюшка відрікся від церкви і Бога. Це було в другу неділю після Пасхи. В той день до церкви прийшли комуністи Скрипка і Прикота. Коли священик зняв рясу люди кинулись до нього з кулаками битись. Комуністи стали стріляти в церкві. Церкву закрили в 1927 р. Майже через 10 років її почали руйнувати. Спочатку скинули дзвони. Це зробив Панас Покуса на прізвисько Сисой. Але поки він ліз на дзвіницю — двічі падав. Цеглу розбивали ломами. 2
По церковним записам число прихожан Різдвяної церкви: 1770 р. — 482 м, 476 ж., 1790 р. — 504 ч., 510 ж., 1810 р. — 521 ч., 530 ж., 1830 р.- 523 ч., 540 ж., 1850 р. — 549 ч., 560 ж.3
1. Із спогадів Глушкова І. Ю.
2. Із спогадів Дубовець О. Б.
3. Гумилевский Филарет. Описание Черниговской епархии (Новгород-Северский уезд) т.6, стр.20.
Распределение наличных священно-церковно-служителей Черниговской епархии на штатные места согласно Высочайше утвержденному 17 января 1876 года расписанию приходов и причтов сей епархии.
Наименование прихода Состоящие в приходе церкви Штатные члены причта
Пушкаревско
Каменско-Слободской а) Николаевская в с. Пушкарах, б) Рождественская в с. Ковпинке, в) Михайловская в с. Роговке, г) Рождественская в с. Каменская Слобода, д) Троицкая в с. Камене Настоятель священник Иоанн Леонтович, помощник священника Василий Бондаревский, а 2-е место вакантно, и. д. Псаломщиков: 1-й Петр Тернавский, 2-й Парферий Калиновский, 3-й Федор Пупловский
По Новгород-Северскому уезду оставляются сверхштата: пономарь с. Каменской Слободы Косьма Пупловский.
Жителі села в той час були дуже віруючими і набожними людьми.
За національним складом все населення села було українцями. Але пізніше в село переїхало 5 сімей євреїв, які зайнялися торгівлею. Основним заняттям було землеробство, тваринництво, полювання на диких тварин, рибальство. Життя вимагало виділення ремісників, вже з початку XIX ст. тут є теслі, столяри, пічники, покрівельники, ковалі, чоботарі, кравці, бондарі, колісники, інколи вони обслуговували і сусідні села.
З відміною кріпацтва, населення крім сільського господарства стало займатися промислами по сплаву ліса в сусідні економії, на шахти та залізниці. З давніх часів в умовах черезполосиці сіяли жито, гречку, овес, просо, коноплю, картоплю, буряк, капусту, горох. Врожаї отримували не погані. Землі обробляли сохою, з дерев'яною бороною. Така обробка продовжувалась аж до XX ст.
До революції селом керували староста, писар, громадські збірники податків на землю. В селі працював магазин взаємодопомоги — хлібний.
На культурний, технічний, економічний ріст населення с. Кам'янська Слобода великий вплив мали німецькі колоністи 35-40 сімей, які поселились на захід від села хуторами і створили хутір Піщанку. Існуючі до 1905 р. дерев'яні сохи і борони замінюються залізними, дерев'яні повозки — залізними гарбами. З'являються сільськогосподарські машини: віялки, молотарки, січкарки. Змінюються і засоби обробки землі. Вводиться сівооборотний посів конюшини, тимофіївки, льону, віки, ярової пшениці і т. д. Столипінська земельна реформа мала своє вираження у виділенні земель у «відруби» і створення хуторів. Крім Піщанки був створений хутір Прикотін, а на луках недалеко від р. Десни — хутір Вовка. Займалися вирощуванням огірків, їх засолювали у бочки, а потім на баржах відправляли до Новгород-Сіверського і Чернігова. Сільське господарство із натурального стає капіталістичним, селяни все більше товарів виробляють на продаж. В масовій кількості відбувається посів картоплі, буряка для поставки на переробні заводи.
Хати в селі будували з дерева з цегляними трубами, криті соломою. З 1910 р. рівень життя населення став значно вищим. Хати стали крити залізом, черепицею. В сімейно-побутовому відношенні помітне прагнення до поділу сім'ї. Патріархальність із побуту викорінюється. Гостинність, привітливість, простота притаманна населенню села. Більшість населення мала на душу близько 1 га землі. Середнє господарство складалося з коня, корови, 5-6 овець, 2-х свиней. Люди прагнули купити і обробляти, якомога більше землі. Вівці мали велике значення для кожного господарства, так як окрім м'яса отримували вовну та овчину на кожухи. Птахівництвом займалось не багато людей, внаслідок того, що не було збуту м'яса.
Не минали село різні негаразди. Великі збитки в розвитку господарства завдав напад сарани в 1809 р., гусені в 1901 р., повені в 1907 р. Гроза з градом 1918 р. знищила увесь урожай з полів та городів. Ці стихійні лиха приводили населення до голоду. Довгий час слобожани користувалися водою із р. П'ятна, тільки і 1892 р. почали копати колодязі.
В півтора кілометрах на південний схід від села місцевість круто обривається до луків, розташованих по обидві сторони р. Десна. Обриви та гора прорізані ярами, які розмиваються сніговими та дощовими водами. Від розмивання ярів на поверхні землі з'являються ракові окам'янілості, які в народі називають «чортовими пальцями». Ці раковини належать до стародавніх морських молюсків — амонітів та беленітів. Молюски нагадують нам про льодовий період. Іноді в придеснянських ярах знаходили кістки мамонтів. Кістки були дуже великих розмірів, наприклад, вага зуба — 4 кг. Зустрічалися уламки рогів доісторичного оленя. Учні школи у 1915 р. біля р. Десна у яру знайшли півтора центнера мамонтових кісток. Двохгомілкові кістки, тазові, реберні і 6 зубів були відіслані до Чернігівського музею. Біля села знаходилось городище юхновської культури.
На луках красувався дубовий гай. Дуби були в декілька обхватів людських рук. Гай існував понад 300 років, а наприкінці XIX ст. був вирубаний. Ліси зберігали воду і вологу, але після їх знищення р. П'ятна і Десна сильно обміліли. Велика кількість криниць під горою перестали існувати.1
До 1861 р. населення села знаходилось у кріпацькій залежності від сім'ї Судієнків. Центральна садиба, де знаходилася контора управляючого (останнім управляючим був Шабров) була розташована недалеко біля р. П'ятна по дорозі на Грем'яч.
Відміна кріпацтва викликала хвилю селянських виступів. Найбільшою стійкістю відзначалися селянські виступи в селах Кам'янська Слобода і Кренідовка. Головною причиною, яка обумовила їх виникнення було різке погіршення матеріального положення селянства і посилення його експлуатації зі сторони місцевого поміщики Судієнка, а також розповсюджені чутки про нове закріпачення, якщо вони будуть продовжувати виконувати панщину. Схвильовані цими обставинами, кам'янські та кренидовські селяни, залишили роботу в панському маєтку, зробили рішучу заяву місцевій владі, що якщо їх будуть змушувати до панщини, вони відмовляться від земельного наділу і від виконання будь-яких обов'язків, передбачених положенням від 19 лютого.
Виступ кам'янців і кренидовців мав великий вплив на селян сусідніх населених пунктів. Беручи до уваги цю обставину, чернігівський губернатор у листі на ім'я міністра внутрішніх справ від 26 квітня 1861 р. підкреслив, що їх прикладу послідували селяни маєтків поміщиків Тимкова-Капельського, Маєвського, Юркевича, Голіциной та інші. Губернатор скаржився міністру на виключну впертість селян,
1. Із спогадів Ледня Ф. М.
які «на все увещания исправника и штабс-капитана Шпейера, переезжавших из одного имения в другое, отвечали упорно, что помещичьих повинностей, установленых положениеми, они исполнять не хотят и не будут. Некоторые же изъявляли готовность работать, но в размерах, самовольно назначаемых. В имении г. Судиенко по требаванию управляющего сделан обыск в квартире конторщика Николая Сергиенка, у коего между прочим найдена рукописная копия с брошуры Искандера „Крещенная собственность“. Конторщик сей привезен в Чернигов и содержится при полиции».1
Місцева влада потрапила в важке становище, так як у волості не було військ, а річки, що вийшли з берегів, заважали їх приїзду з інших міст. Контр-адмірал Унковський писав у рапорті Олександру II: «…Немножко нужно было времени и побудительных причин чтобы простое неповиновение превратилось в кровавое междоусобие».2
Унковський під свою відповідальність затримав Донський 33-й козацький полк, який терміново направлявся до Польщі, і кинув козаків на придушення селянських виступів. Протягом 4-х днів продовжувалась розправа над селянами. Понад 50 чоловік було суворо покарано тілесними покараннями, 35 — були заарештовані та відправлені до в'язниці. Як писав Унковський, у одного з арештованих було знайдено декілька «самых возмутительных сочинений Герцена».
Панська «справедливість» перемогла, але минулої покори серед селян не було.
1. ЦГИАЛ, ф. Земского отдела министерства внутренних дел, 4 делопроизводство, оп. 52, д 7 (1861), л.11.
2. «Крестьянское движение в 1861 году.», стр 251.
Під час російсько-японської війни 1904—1905 р.р. із села було мобілізовано 12 чоловік, 6 з яких загинуло.
Революційні події 1905—1907 р.р. докотилися і до Слободи. Відбуваються виступи молоді під керівництвом Проклова Севастьяна, Прикоти Степана, Глушкова Сафрона, Дідовського Тихона. Агітаторами революційного руху були робітники з Донбасу: Дідовський Тихон, Прокопенко Юхим (уроженці з К.-Слободи). Виступ закінчився підпалом панського маєтку.
1914 р. починається Перша світова війна. З села по мобілізації було взято на фронт 30 чоловік, 16 з яких загинуло.1
До другої половини XIX ст. населення Кам'янської Слободи було неписемним. Після проведення шкільної реформи в 1870 р. була відкрита церковно-приходська школа, трьохгрупна. Вчителями в цій школі були псаломщики із церкви. Школа знаходилась в п'ятистінній хаті. Учнів нараховувалось до 30 чоловік. Останнім учителем у цій школі був псаломщик Федір Корнійович Пупловский і законовчитель отець Капітолій Росинський.
З 1894 р. в селі відкрито 3-х річне земське народне училище. Завідувачем училища було призначено Якова Федоровича Пупловського, який працював учителем 52 роки (з 1889 по 1941 роки). В училищі спочатку навчалось до 40 учнів. Збереглося Свідоцтво про закінчення училища Прикота Олексія в 1908 р. В 1910 р. вчителем було призначено Клиновську Катерину, а в 1912 р. — Шумило Гаврило Ілліча.
З 1900 р. училище перемістили в більше приміщення — сільську сборну. В старому приміщенні була відкрита читальня.
1. З спогадів Ледня Ф. М.
В 1912 р. було почато і в 1914 р. закінчено будівництво нового приміщення з цегли для школи. Дане приміщення функціонує зараз як освітній заклад. З 1915—1917 р.р. в школі працювали 4 вчителі: Карманова, Полторацька, Гриндич, Селезень. Школа була 4-х класна і нараховувалось до 100 учнів. Але освічених людей у селі було ще зовсім мало, приблизно 12-15 %. Виховання і навчання проводилось під домінуючим впливом церкви.
Помітно прагнення населення села до співів, музики, танців. Особливо весело діти та молодь в віці від 8 до 30 років проводили вечори напередодні Нового року за старим стилем. Молодь з піснями, перевдяганнями ходили ввечері колядувати під вікнами домівок. Вранці дітлахи ходили засівати по хатах. Господарі чим могли пригощали засівальників. Молодь, парубки та дівчата, до революції у своєму побуті нагадували Гоголівську молодь з вечорницями.
Жителі села і після відміни кріпацтва жили дуже бідно. Хати будувалась на одну — дві кімнати та сіні. Важливе місце відводилось печі, якою користувалися і для обігріву житла, і для приготування їжі. Печі білили крейдою, стіни і стелю також. Для того, щоб крейда не бралася на одяг, там де завжди сиділи члени родини, у розчин крейди додавали молоко. До печі прибудовували лежанку, яка слугувала і як ліжко, і для того, щоб краще можна було залізти на піч. Меблі у приміщенні були саморобні: стіл, дерев'яні дивани, ліжко, стільці, ослони. Господарчі будівлі робилися з тонких жердин, обліплювалися глиною. Але взимку там було холодно і дуже часто, коли були великі морози, телят, ягнят, поросят забирали до хати. Селянський двір мав огорожу, в основному це був тин з лози.
Одяг жителі села довгий час виготовляли самі з домотканої тканини, лляної або конопляної. Основну частину одягу чоловіків і жінок складала сорочка. У чоловіків вона була коротшою, а у жінок — довгою. Сорочки прикрашали вишивками. Жінки зверху сорочки вдягали сарафан — сукню без рукавів. Підв'язували фартухи, які були робочі і святкові (обшивалися стрічками, оздоблювалися вишивкою). Чоловіки носили полотняні штани, на сорочку одягали свитку. У холодну погоду носили кожухи. Тривалий час основним взуттям залишались плетені личаки. Чоботи і черевики вважалися великою розкішшю.
Головною їжею був житній і пшеничний хліб, а також вироби із борошна — пироги, млинці. Велику ролі відігравала картопля, каші, овочі. М'яса їли небагато. Частіше ласувалися рибою, молочними продуктами.
Кухонний посуд — горщики, миски, глечики, кухлі, ложки — виготовляли переважно з дерева та глини.
Повсякденне життя жителів Кам'янської Слободи вирізнялося тривким збереженням національних традицій.
8 жовтня 1918 року біля Кам'янської Слободи відбувся бій 2-го Запорізького полку армії УНР проти російських більшовиків. Внаслідок бою загинуло 24 24 українських бійців (серед них сотник Роженко), які були поховані 13 жовтня в містечку Новий Ропськ.

## Голодомор 1932—1933 років
Дослідження голодомору 1932—1933 р.р. в Україні розпочалося наприкінці 1980-х. Автори називають різні цифри померлих від голоду від 3 до 4,5 млн осіб. Голодомор, штучно створений сталінським керівництвом, був однією із найжахливіших за останні кілька століть трагедій українського народу.
- Пехенько Марія Терехівна − 1918 року народження.

У 1932 р. я вступила до колгоспу. У нашої родини забрали майже все господарство: 2-х коней, 90 колод бджіл, корову. Сім'я мала 5 дітей. Мати померла невдовзі після того. Діти самі стали працювати і вижили. Я тоді була ще дівчиною і ходила працювати до колгоспу. Робили різні роботи: сіяли, збирали зернові, молотили (майже до снігу). Відправляли нас на роботу у Білі Берізки. Мене, Улю Хмельову та інших дівчат на конях привозили у с. Камінь на пристань, а звідтіля — на баржі до Білих Берьозок. Приплили ми ввечері і закрили нас на ніч у барак. Тому через 10 днів я захворіла на лихоманку, і хвору мене відправили до дому. А барак був такий: зверху накат земляний, долівка закидана сосновими гілками. З ранку ми приступали до праці в лісі, збирали гілля у купи і палили. Жили весь час у бараці.
Весною 1933 року трапилося тяжке лихо. Осипенко Давид набирав у льоху картоплю і забув зачинити ляду. Вранці вся картопля померзла. Поплакала, поголосила та й викинула. А в ті скрутні часи ходили люди з інших сіл — просили їсти. Хтось їм сказав, що у мене мерзла картопля. Вони дуже просили цю картоплю, понабирали в мішки, понесли, а по спинах текла юшка з мішків.
Пригадую страшний випадок, що стався з сім'єю удови Штанько Христини. Було в неї четверо дочок, вони ходили і просили їсти. Ляжуть під воротами і просять: «Їсти, їсти». Троє дітей зимою 1933 року померли з голоду. Стояли великі морози, і Христина клала небіжчиків у збиті для цього ящики на горищі і чекала, доки розтане земля, щоб поховати дітей. Ховала сама на клаводищі. Зараз вже нема і слідів від тих могилок.
- Пехенько Надія Ємненівна — 1911 року народження.

Голод 1932—1933 р.р. я пам'ятаю добре. Забирали зерно, худобу до колгоспу. Якби цього не забрали у людей, не довелось так би голодувати. По хатах ходили активісти і забирали хліб. Ніяких документів на обшук у них не було, та ніхто цього і не питав. Сім'ї, які не пішли до колгоспу до Мурманська: Осипенка Андрія, Литвинів, Бортяшів. Усіх зараз і не пам'ятаю. Люди віддавали хліб без опору, жили всі у великому страху.
Під час голодомору у нашому селі ніхто з односельців не помер. Багато помирало біженців, що йшли через село. Вранці прокинемось, а на вулиці під тином лежить померла людина. Ховали їх де прийдеться, коли на кладовищі, а то більше всього закапували за селом, у яру.
Наша сім'я жила бідно, викручувались як могли. Ніхто нікому не допомагав, тільки родичі, да і то не всі.
Як прийшла весна люди рвали кропиву, щавель, часник луговий, ловили рибу, пташок, діти збирали пташині яйця. Влітку ходили збирати колоски на полі. З це могли покарати. Був закон про «п'ять колосків». Якщо схоплять на полі об'їздчики з колосками, били нагайками. Добре, коли тільки поб'ють, а то і саджали до в'язниці. Важкий це був час, краще про це не згадувати. Про цей час я нікому окрім своїх дітей та онуків і не розповідала.
- Попелишко Прасковія Михайлівна — 1903 року народження.

Прасковія рано залишилася сиротою вдвох з братом, жили дуже бідно. В роки голодомору вона була вже одружена і мала двох синів. Коли почалася колективізація і був створений колгосп «Ударник» вони з чоловіком в числі перших вступили до колгоспу. В господарстві залишилась тільки одна корова. Той що збирали хліб, майже, повністю здавали на податок. Пекли хліб додаючи до борошна всілякі домішки: голіки кінського щавлю, конюшину.
Від голоду рятували риба. Поряд була річка Десна і багато озерець. У колгоспі була створена риболовецька бригада. В цій бригаді був і її чоловік Попелишко Тимофій Прокопович. Рибу, яку ловили розподіляли між селянами. Варили юшку.
Але все ж були випадки, коли люди пухли з голоду. Прасковія Михайлівна розповідала, як одного разу, коли чоловік їхав з лугу і везли рибу, назустріч йшла молода жінка, Грабеко Марія, вона була опухла з голоду. Побачивши рибу на возі, вона схопала рибину і почала гризти попри те, що вона була неочищена.
Важко було жити селянам, але ще важче було біженцям, які проходили через село. Одного разу Прасковія Михайлівна винесла у горщику лушпайки від картоплі, щоб годувати худобу. В цей час біля двору знаходились біженці, які побачили ці очистки, висипані у корито. Вони були такі голодні, що хапали лушпайки з корита і почали їх їсти.
Прасковії Михайлівні довелося пережити ще і голод в 1947 році. Померла вона в 1981 році, але її розповідь про голодомор 1933 року закарбувалася в моїй дитячій голові на все життя. Спогади записала онука Прасковії Михайлівни Черненко Тетяна Василівна.
- Ткач Феодора Григорівна — 1909 року народження.

У роки голодомору 33-го жила зі своєю сім'єю в с. Кам.-Слободі. Мала трьох дітей. Сім'ю розкуркулили, забрали в колгосп коня, корову, майже все господарство. Вдома залишилися малі діти та голі стіни. В таких умовах сім'я повинни була виживати.
Феодора Григорівна в той час була ще молодою, а працювати доводилося важко. На роботу ходила по наряду. На волах возили сіно, солому, орала землю, косила, в'язала снопи, доглядала коней у колгоспі. П'ять разів доводилося з сім'єю будуватись.
У вечері діти просили їсти, а хліба не було. Вони з подругою Дар'єю Порохняч ходили під с. Гремяч на поле збирати гнилу та мерзлу картоплю, якщо її знаходили, це було свято. Гнилу картоплю розтаювали, сморід від неї стояв неймовірний. Картоплю перетирали з головками сухого кінського щавлю, конюшини і випікали хліб. Цей хліб зверху покривався чорною кіркою, а у середині була жива каша, яку їли ложкою. Хліб на смак був такий кислий, що зводило щелепи докупи. Від цього хліба дуже болів живіт. Влітку діти збирали пташині яйця, ловили птахів.
Час був дуже важкий. Їли собак, дохлих зайців, які потрапляли в сілки. В сім'ї звичайно про це ніхто не знав. Наслідки були катастрофічними. Діти іноді дуже хворіли невзмозі цього витримати, а інколи труїлися такою їжею.
Необминуло лихо і Феодори Григорівни. Захворів і помер син Грицько. Для сім'ї це було дуже велике горе.
- Прикота Прасковія Кузьмівна — 1922 року народження.

Мені було тоді 10 років, але я пам'ятаю той час дуже добре. Це був страшенний голод. Той рік, 1932, луг був затоплений водою, а сіно в той час заготовляли тільки з лугів. Коровам без сіна було важко, але перезимували, а серед коней був великий падіж. До 1933 року до колгоспу не вступили ще понад 100 дворів. Мої батьки були серед тих, хто не вступив до колгоспу. Наша сім'я належала до середняків. Крім батьків було ще четверо дітей, я — наймолодша. Ми уже знали, що нас чекає виселення, вночі винесли і заховали у людей одяг. А вранці прийшов голова сільської ради і зробили опис майна. Нас вигнали з хати, майно продали, а худобу віддали до колгоспу. Баба Колосчіха запросили нас жити до себе, а на неї почали сваритись, що ворогів народу до себе забирає. А вона каже: «Так що ж їм робити, до Десни йти топитись». Так ми і прожили декілька років у хаті доброї сусідки. Батько до колгоспу так і не пішов. Він поїхав до селища Білі Берьозки працювати, заробив лісу. В 1937 році ми побудували нову хату. Повернулись ми до своєї старої хати у 1941 році, коли німці підійшли до села. Нашу родину Бог помилував, нас не відправили до Сибіру.
Коли почався голод був закон про «п'ять колосків». Голодні люди знали, що якщо їх спіймають на полі, то заарештують. А все ж таки йшли. Пам'ятаю Параску Кучикову заарештували за жменю зерна. Дали їй три роки таборів, там вона і померла. Поля охороняли об'їздчики: Шаповал, Листопад Іван, Зосімов Петро. Якщо заставали на полі, били плітьми, дітей відпускали, а дорослих заарештовували. Багато у кого залишались діти, але влада не піклувалась про них. Вижити їм допомагали родичі та сусіди.
В період голодомору у нашому селі люди від голоду не помирали. Через село проходили біженці. Вони несли міняти скатертини, вовняні хустки. За окрайчик хліба віддавали все. Деякі з них були опухлі від голоду, деякі так і залишались помирати в селі.
В той час мало хто ділився харчами. Допомагали родичі своїм близьким вижити. Пам'ятаю сім'ю Макеєнко Марії Лавринівни. У неї було дві сестри Кулина і Горпина, які жили дуже бідно, бо мали багато дітей. Кожну неділю вони разом зі своїми дітьми йшли до Марії, яка ставила великі чугуни до печі зі стравою і цілий день їх годувала. Так і вижили вони всі з дітьми.
Виживали люди хто як міг. Працювали у колгоспі, на своїх городах, купувати не було за що, грошей ми не мали. Але до Новгород-Сіверського ходили пішки. Носили міняти горілку на продукти. Наша сім'я цим і вижила. В тому, що був голод винна влада, якби не забирали у селян хліба ніхто б не голодував.
- Пехенько Анастасія Макарівна — 1925 року народження.

Голод 1932—1933 р.р. я пам'ятаю, але наша родина тоді не голодувала. З весни почалась посуха, поганий був врожай, але і цього людям було б достатньо, якби хліб не забрала влада.
Люди ховали хліб, закопували в землю. Приходили активісти з сільської ради і шукали всюди: в сараях, на гумнах, городах. Залізними прутами довбали землю.
Ми жили заможно. Коли був створений колгосп, нам загрожувало розкуркулення. Батько тоді вступив до колгоспу і все майно добровільно віддав (корів, коней, борони, плуги, вовнодерку). Того, хто не пішов до колгоспу відправляли до Сибіру. Так було з сім'єю Борисенко Івана.
Коли почався голод, люди виживали хто яе міг: збирали щавель, часник луговий, із гнилої картоплі робили крохмаль. Але хоч і був голод не було випадків щоб їли листя, кору дерев, диких тварин. Щоб вижити збирали на полі колоски, хоча це і було заборонено. Лиса Борисенкова була заарештована за те, що з колгоспного поля закопала в ямку, проти свого города, декілька картоплин.
Рятувала від голоду горілка, яку робили із цукрових буряків. Її носили міняти в місто на хліб та сіль.
Були випадки, коли люди в селі опухали від голоду. Так було з сім'єю Грабек. Але вони вижили в цей час.
Про цей період я розповідала дітям. Особливо коли їм чогось хотілось їсти, я їм казала: «Ох, діточки, не знаєте ви що таке голод, а то б ви це з'їли швиденько ще й спасибі сказали».
Голодомор приніс не лише страждання й смерть. Він посіяв страх серед людей. Тільки правда про геноцид українського народу і чиста пам'ять про усіх полеглих здатна звільнити нас від мороку минулого.
12 червня 2020 року, відповідно до розпорядження Кабінету Міністрів України № 730-р «Про визначення адміністративних центрів та затвердження територій територіальних громад Чернігівської області», увійшло до складу Новгород-Сіверської міської громади.
19 липня 2020 року, в результаті адміністративно - територіальної реформи та ліквідації колишнього Новгород-Сіверського району, село увійшло до новоствореного Новгород-Сіверського району Чернігівської області.

## Населення

### Мова
Розподіл населення за рідною мовою за даними перепису 2001 року:
| Мова       | Кількість | Відсоток |
| ---------- | --------- | -------- |
| російська  | 391       | 95.37%   |
| українська | 19        | 4.63%    |
| Усього     | 410       | 100%     |

## Російсько-українська війна
Станом на 28 жовтня 2022 року 80 відсотків населення села покинули свої домівки, через постійні обстріли окупантів з протилежної сторони кордону.